# Abul Mansur Ahmed
Pour les articles homonymes, voir Ahmed.
Abul Mansur Ahmed (bengali : আবুল মনসুর আহমদ), né le 3 septembre 1898 à Dhanikhola, dans la région de Mymensingh, dans la présidence du Bengale, aux Indes britanniques et mort le 18 mars 1979, est un écrivain, politicien et journaliste bangladais. Il a reçu le prix littéraire de l'académie Bangla en 1960 et le Independence Day Award en 1979 du gouvernement du Bangladesh. Amar Dekha Rajnitir Panchash Bachhar (1969) est son œuvre majeure.

## Contexte et éducation
Le grand-père maternel d'Ahmed, Meherullah Faraizi, a pris part au mouvement Faraizi anti-britannique non communautaire. Ahmed est né à Dhanikhola à Mymensingh de Abdur Rahim Farazi et Mir Jahan Begum. Ahmad a réussi l'examen de baccalauréat de Nasirabad Mrithunjoy Vidyalay en 1917 et l'examen intermédiaire du collège Jagannath en 1919. Il a ensuite obtenu un baccalauréat ès arts du Collège Dhaka en 1921. Il a étudié le droit au Ripon College de Calcutta (rebaptisé plus tard Surendranath College) et a réussi l'examen BL en 1929. Il s'est impliqué dans des mouvements Califat et de non-coopération.

## Carrière
De 1929 à 1938, il pratique le droit à Mymensingh. Plus tard, il a travaillé à Calcutta en tant que journaliste professionnel et militant politique jusqu'à la partition de 1947. Il a travaillé pour The Krsak, Navayug, Ittehad, Soltan et The Mohammadi.
Ahmed a rejoint le mouvement du Congrès sous Subhas Chandra Bose. Il est devenu un membre actif de la Ligue musulmane après les élections de 1937 et est devenu un activiste du mouvement pakistanais depuis 1940. En 1954, aux élections du Front uni, il est élu député de Trishal, dans la circonscription de Mymensingh. Il est l'auteur principal du programme en 21 points, le manifeste électoral du Front Jukta en 1954. Il a été ministre provincial de l'Éducation au sein du Cabinet du Front uni de l'AK Fazlul Huq et ministre central du Commerce et de l'Industrie et vice-premier ministre du gouvernement du Premier ministre Huseyn Shaheed Suhrawardy de la Ligue Awami en 1957. Il a été le fondateur-secrétaire de la Ligue musulmane Awami, puis de la Ligue Awami du Bangladesh. Il a été emprisonné lors de la proclamation de la loi martiale par le général Ayub Khan en 1958 et a été libéré en 1962.

## Distinctions
- Prix littéraire de l'Académie Bangla (1960)[2]
- Independence Day Award (1979)[3]
- Nasiruddin Gold Medal[10]